# Aphelenchoides parietinus
Aphelenchoides parietinus är en rundmaskart. Aphelenchoides parietinus ingår i släktet Aphelenchoides, och familjen Aphelenchoididae. Arten är reproducerande i Sverige.